# مایکل وودز (دوچرخه‌سوار)
مایکل وودز (انگلیسی: Michael Woods؛ زادهٔ ۱۲ اکتبر ۱۹۸۶) یک دوچرخه‌سوار اهل کانادا است.
از افتخارات وی میتوان به کسب رتبه سوم تور دوچرخه‌سواری آمریکا ۲۰۱۵ اشاره کرد.